# Frizura
Frizura se dobiva oblikovanjem kose. Postoje mnogi načini izrade frizura od jednostavnog rezanja škarama do složenih umjetničkih frizura raznih boja i oblika. Oblikovanje frizure može uključivati rezanje kose, bojanje, dodavanje ekstenzija, kovrčanje, izradu trajne itd. Prilikom uređivanja i održavanja kose, koriste se razna pomagala poput sušila za kosu, škara, boja za kosu, gela, uvijača za kosu i dr.
Fizički faktori koji utječu na izgled frizure su: prirodni tip kose, rast kose, oblik lica i sl. Frizurom se može izraziti stav poput suprotstavljanja društvenim konvencionalnim normama (punk frizura, irokeza), naglasiti pripadnost supkulturi (nulerica kod skinheadsa) ili vjerskoj zajednici (redovničke frizure). 
Pojedine pasmine pasa također idu na frizuru i oblikovanje dlake poput pudlica.

## Vrste frizura
- bob
- Trajna ondulacija
- minival
- punđa
- nulerica
- konjski rep
- afro frizura
- punk frizura
- fudbalerka
- perika
- tupe
- dreadlocks
- irokeza
- pletenice

## Galerija
- Crtež Leonarda da Vincija
- Frizura oko 1930.
- Slika Sandra Botticellija iz 15. stoljeća
- Slika Pierre-Augustea Renoira iz 1894.
- Šišanje na ulici u Kini
- Afro frizura
- Perika s umjetničke slike iz 17. stoljeća
- Frizure nogometaša